# Chandrapura
Chandrapura là một census town ở quận Bokaro ở bang Jharkhand, Ấn Độ. Chandrapura tọa lạc bên sông Damodar, thị trấn được tạo ra để phục vụ cho Dự án Nhiệt điện với công suất 250MW x 2. Thị trấn này được kết nối tốt bằng đường sắt và đường bộ.

## Dân số
Theo cuộc điều tra dân số năm 2001 của Ấn Độ,India Chandrapura có dân số 22.389 người. Nam giới chiếm 54% dân số và nữ giới chiếm 46% dân số. Chandrapura có một tỷ lệ biết chữ là 71%, cao hơn mức trung bình của quốc gia là 59,5%; với 78% đàn ông biết chữ và 62% phụ nữ biết chữ. 13% dân số dưới 6 tuổi.